# Best of 3 CD
Best Of è un triplo disco non ufficiale dei Rondò Veneziano pubblicato il 20 febbraio 2012 dalla Sony Music.

## Il disco
Le tracce de Il flauto magico sono state rinominate in Die Zauberflöte e gli arrangiamenti sono di Ivano Pavesi.

## Tracce
1. Rondò veneziano (Gian Piero Reverberi e Laura Giordano)
2. Musica... fantasia (Gian Piero Reverberi e Laura Giordano)
3. Scaramucce (Gian Piero Reverberi e Laura Giordano)
4. Bettina (Gian Piero Reverberi e Laura Giordano)
5. Stagioni di Venezia (Gian Piero Reverberi e Ivano Pavesi)
6. La Serenissima (1992) (Gian Piero Reverberi e Laura Giordano)
7. Colombina (Gian Piero Reverberi e Laura Giordano)
8. Estro Armonico (Antonio Vivaldi e Ivano Pavesi)
9. Rialto (Gian Piero Reverberi e Laura Giordano)
10. Arlecchino (1983) (Gian Piero Reverberi e Laura Giordano)
11. Fantasia veneziana (Gian Piero Reverberi e Laura Giordano)
12. Divertissement (Gian Piero Reverberi e Laura Giordano)
13. Die Zauberflöte (Parte I) (Wolfgang Amadeus Mozart e Ivano Pavesi)
14. Die Zauberflöte (Parte II) (Wolfgang Amadeus Mozart e Ivano Pavesi)
15. Preludio all'amore (Gian Piero Reverberi e Laura Giordano)
16. Don Giovanni (Wolfgang Amadeus Mozart e Ivano Pavesi)
17. La Giudecca (Gian Piero Reverberi e Laura Giordano)